# دار مسعى للنشر والتوزيع
دار مسعى للنشر والتوزيع هي دار نشر عربية ويقع المقر الرئيسي لها حالياً في كندا، وأصدرت الدار العديد من المنشورات الأدبية والكتب والروايات العربية، كما شاركت في العديد من معارض الكتاب المحلية والدولية إلى جانب الترشيحات للجوائز العربية العالمية.

## تاريخ الدار
دار مسعى تم تأسيسها من قبل محمد النبهان أولاً في الكويت عام 2008م كمؤسسة ثقافية تهتم بالثقافة والفكر العربي، وبعد ثلاثة أعوام تم نقل الدار إلى البحرين كدار نشر رسمية تهتم بنشر الثقافة والأدب العربي، وفي عام 2016م تم نقل الدار بشكل نهائي إلى المقر الحالي لها في كندا. تخدم الدار العديد من القضايا الأدبية والسياسية والسير والمذكرات والفكر القومي، وتضم دار مسعى شبكة توزيع ووكلاء في الدول الأخرى، وقد وصلت إحدى إصدارات الدار «نازلة دار الأكابر» إلى ترشيحات القائمة الطويلة لالجائزة العالمية للرواية العربية عام 2021م.

## مجالات الدار
تتنوع إصدارات الدار وتغطي موضوعات مختلفة على رأسها التاريخ، وقد أصدرت الدار أعمال متنوعة في مجالات مختلفة منها:
| - الدراسات النقدية - المجموعات القصصية - الروايات. - المقالات والخواطر |

## مساهمات ثقافية
تنشر دار مسعى للعديد من الكتاب والأدباء العرب مثل: أميرة غنيم والتي ترشحت روايتها «نازلة دار الأكابر» إلى القائمة الطويلة في الجائزة العالمية للرواية العربية عام 2021 والصادرة عن الدار، ومحمد عيسى المؤدب والتي وصلت روايته الصادرة من دار مسعى «حمّام الذهب» للقائمة الطويلة في الجائزة العالمية للرواية العربية لعام 2020، ومحمد الحرز، وسماء عيسى، وناصر الظفيري، ووضحى المسجن، وبشرى خلفان، ويارا المصري، وأحمد الملا، ومحمد العلي، وقاسم سعودي، وأمين صالح إلى جانب عدد من الكتاب المتميزين، كما تنشر دار مسعى ترجمات بعض الكتب من كل اللغات العالمية.

## وصلات خارجية
- دار مسعى للنشر والتوزيع